# 韦彧
韦彧（475年—525年9月28日），字遵庆，京兆郡山北县（今陕西省西安市长安区）人，出自京兆韦氏东眷，北魏官员。

## 生平
韦彧也有学识，太和十九年（495年），魏孝文帝元宏分定姓族，对仆射李冲说：“韦彧才智名声很大，可以任命他为奉朝请，让他专心于纯朴的德行，成为能胜任大事的人。”韦彧因此以奉朝请为起家官，广阳王元嘉保奏韦彧为太尉骑兵参军，韦彧因为不是个人喜好而辞官。任城王元澄出任雍州刺史时，任命韦彧为雍州治中，皇帝的使者巡查雍州时，任命韦彧为雍州别驾，督京兆郡，代理州府中的事务。永平元年（508年），韦彧的父亲韦珍生病，韦彧孝顺的侍奉，后因父亲去世而守丧孝。韦彧后被任命为司空中郎，很快转任司徒中郎领司徒掾，又出任大将军中郎，散骑侍郎，熙平元年（516年），兼任太常卿。司徒、广平王元怀征召韦彧担任咨议。韦彧很快外任假节、督东豫洲诸军事、平远将军、东豫州刺史，在东豫州安抚关切蛮族百姓，很得民心。田益宗的儿子田鲁生、田鲁贤先前背叛父亲归附南朝，屡次侵犯劫掠北魏。自从韦彧到了东豫州，田鲁生等人都送书信表示敬意，不再为害。韦彧认为蛮地习俗荒凉蔽塞，不识礼仪，于是上表设立太学，设置崇文堂，立孔子庙，选东豫州各郡学生到州中统一教育。韦彧又在城北设置宗武馆学习武艺，东豫州境内清平宁静。朝廷以韦彧的名声为全国第一，多次下旨表彰，赐予上等良马，彩色的细绢百匹。正光五年（524年）十月，韦彧任期结束回朝后，遇到大将军、京兆王元继西征，元继请韦彧担任大将军长史，韦彧被任命为通直散骑常侍、征虏将军。孝昌元年（525年），韦彧以本官持节、都督征豳军事，兼任七兵尚书，西道行台，因功封阴盘县开国男，食邑二百户。孝昌元年秋八月廿六日（525年9月28日），韦彧在长安城永贵里去世，虚岁五十一，朝廷赠予使持节、都督诸军事、抚军将军、雍州刺史。韦彧长子韦彪和官吏百姓向朝廷上表记述韦彧生平的行状。太常博士朱惠兴议论说：“韦彧聪慧的个性冲和高远，才学清晰敏捷，年幼时注重诗书，年长后投入于诸子百家。昔日在故乡雍州做官时，百官和睦，中央和地方集中辅弼，举动光耀三公。进入宫廷，谋略美善帝王治国之道，在东南做刺史，声誉传播的两个国家。道德诱导，用礼教整顿，那些假装服从的人最终归服仁德，彰显廉洁朴素之风，听从劝谏的亮直称美。谨慎的按照谥法，博闻多见曰文，有功安民曰烈。”太常卿、尚书仆射元慎允准。孝昌二年岁次丙午十二月乙未朔十日丙午（527年1月27日），谒者萧轨持节奉册，以太牢之礼祭祀，用雍州的皇帝车驾拜诣，将韦彧葬于杜陵家族祖坟。

## 家族

### 十七世祖
- 韦贤，大丞相、扶阳节侯[4]

### 十六世祖
- 韦玄成，小丞相、扶阳恭侯[4]

### 七世祖
- 韦敦，西晋太常卿、上禄贞侯[4]

### 六世祖
- 韦广，北平郡太守、关内靖侯[4]

### 高祖
- 韦谌，清河郡太守[4]

### 曾祖
- 韦宣，前秦后秦郎中[4]

### 祖父
- 韦尚，北魏雍州刺史、杜县简侯[4]

### 父亲
- 韦珍，北魏郢荆青三州刺史、霸城懿侯[4]

### 兄弟
- 韦缵，北魏平远将军、扬州长史
- 韦朏，北魏散骑常侍、安东将军、东徐州刺史、杜县宣子

### 夫人
- 柳敬怜，州主簿、州都、鹰扬将军、襄阳郡太守、西陵男柳师子孙女，州主簿、别驾柳文明之女，封澄城郡君[4]

### 子女
- 韦彪，西魏车骑将军、廷尉卿、频阳县开国侯[4]
- 韦晔，北魏京兆郡功曹、州抚军府记室参军、州别驾[4]
- 韦融，北魏安西将军、通直散骑常侍、长安伯[4]
- 韦熙，西魏持节、车骑将军、晋雍二州刺史、元寿县开国男[4]
- 韦奂，西魏持节、征西将军、帅都督、山北县开国男[4]
- 韦皡，西魏本州主簿、冠军将军、中散大夫[4]
- 韦仑，西魏大丞相府参军都督[4]
- 韦伯英，嫁西魏州主簿、别驾、北地郡太守、秦州刺史陇西辛粲[4]
- 韦仲英，嫁西魏大鸿胪卿、代理淅州刺史清河崔彦道[4]
- 韦季英，嫁西魏镇远将军、相府参军河东柳皓[4]